# Furores, remorsos, transportes, e delírios do tirano, e falsário Napoleão
Furores, remorsos, transportes, e delírios do tirano, e falsário Napoleão, da autoria de Felisberto Inácio Januário Cordeiro, foi publicado em Lisboa, no ano de 1808, pela Tipografia Lacerdina, com um total de 14 páginas. Pertence à rede de Bibliotecas municipais de Lisboa e é considerado uma "raridade bibliográfica".